# Montaña del Cuervo
Montaña del Cuervo är ett berg i Spanien.   Det ligger i provinsen Provincia de Santa Cruz de Tenerife och regionen Kanarieöarna, i den sydvästra delen av landet, 1 800 km sydväst om huvudstaden Madrid. Toppen på Montaña del Cuervo är 476 meter över havet. Montaña del Cuervo ligger på ön Teneriffa.
Terrängen runt Montaña del Cuervo är huvudsakligen kuperad, men åt sydväst är den bergig. Havet är nära Montaña del Cuervo åt sydost.  Närmaste större samhälle är La Laguna, 3,9 km norr om Montaña del Cuervo. Runt Montaña del Cuervo är det i huvudsak tätbebyggt.